# Сани Леоне
Сани Леоне (енгл. Sunny Leone), право име Карен Малхотра (енгл. Karen Malhotra; Сарнија, 13. мај 1981) је канадска је порнографска глумица из Сарније у Канади.

## Биографија
Рођена је у Сарнији у канадској покрајини Онтарио, у породици досељеника из Индије. Њен отац је рођен на Тибету, а одрастао у Њу Делхију, мајка јој је умрла 2008. године. Сани је одрастала као веома активно дете играјући у дворишту фудбал са дечацима и на језеру у близини.
Када је имала 13 година, са породицом се преселила у САД, прво у Мичиген, у граду Форт Гретиот, а годину дана касније у Лејк Форест у Калифорнији. Године 1999. завршила је средњу школу.
Током студија радила је као плесачица у ноћном клубу, где је упознала агента Џона Стивенса, који ју је упознао са Џеј Аленом, фотографом магазина Пентхаус. Њене фотографије су објављене 2001. у мартовском издању овог часописа. Тада је почела да користи уметничко име Сани (Sunny сунчано време на енглеском), према њеним речима, увек су је тако звали, а Леоне је предложио оснивач и бивши шеф Пентхауса Боб Гучионе. Одмах после тога сликала се за часопис Хаслер, и часописе Шери, Мистик магазин и низ других публикација и онлајн издања, укључујући и заједничке фото сесије са звездама порно индустрије Адријаном Сејџ, Џеном Џејмсон, Џеленом Џенсен, Аријом Ђовани и другима.
Године 2001. појавила се у Пентхаус магазину, а 2003. изабрана је за девојку године Пентхауса. Исте године, Леоне је потписала трогодишњи уговор са „Вивид ентертејнментом“ (енгл. Vivid Entertainment), компанијом која се бави снимањем порно-филмова.
Снимала је филмове у Бразилу као и филм „Сунчев експеримент“ са Бри Лин. Ови филмови су премијерно приказани у октобру и децембру 2007. године. Такође 2007. године је продужила уговор са „Вивид ентертејнментом“.
Током 2010. године часопис „Максим“ (енгл. Maxim) ју је уврстио међу топ 12 најбољих женских порно звезда.

## Награде
- 2008. XBIZ Награда – Web Babe of the Year
- 2010. AVN Награда – Best All-Girl Group Sex Scene
- 2010. AVN Награда – Web Starlet of the Year
- 2010. F.A.M.E. Награда – Favorite Breasts
- 2012. XBIZ Награда — Porn Star Site of the Year
- 2013. AVN Награда – Crossover star of year

## Филмографија
| Улоге  |                         |               |                        |          |
| Година | Српски назив            | Изворни назив | Улога                  | Напомена |
| 2012   | На тамној страни жеље 2 |               | Изна                   |          |
| 2014   |                         |               |                        |          |
| 2015   | Лила: Мистерија         |               | Лила / Мира            |          |
| 2016   | Траже забаву            |               | Лејла Лили / Леле Лили |          |

## Галерија слика
- Сани Леоне 2014.
- Сани Леоне 2014.
- Сани Леоне 2012. године
- Сани Леоне 2009.
- Сани Леоне 2009.
- Сани Леоне 2009.
- Сани Леоне у Мајамију
- Сани Леоне 2008.
- Сани Леоне 2002.
- Сани Леоне Вивид